# Deutsches Kolonialmuseum

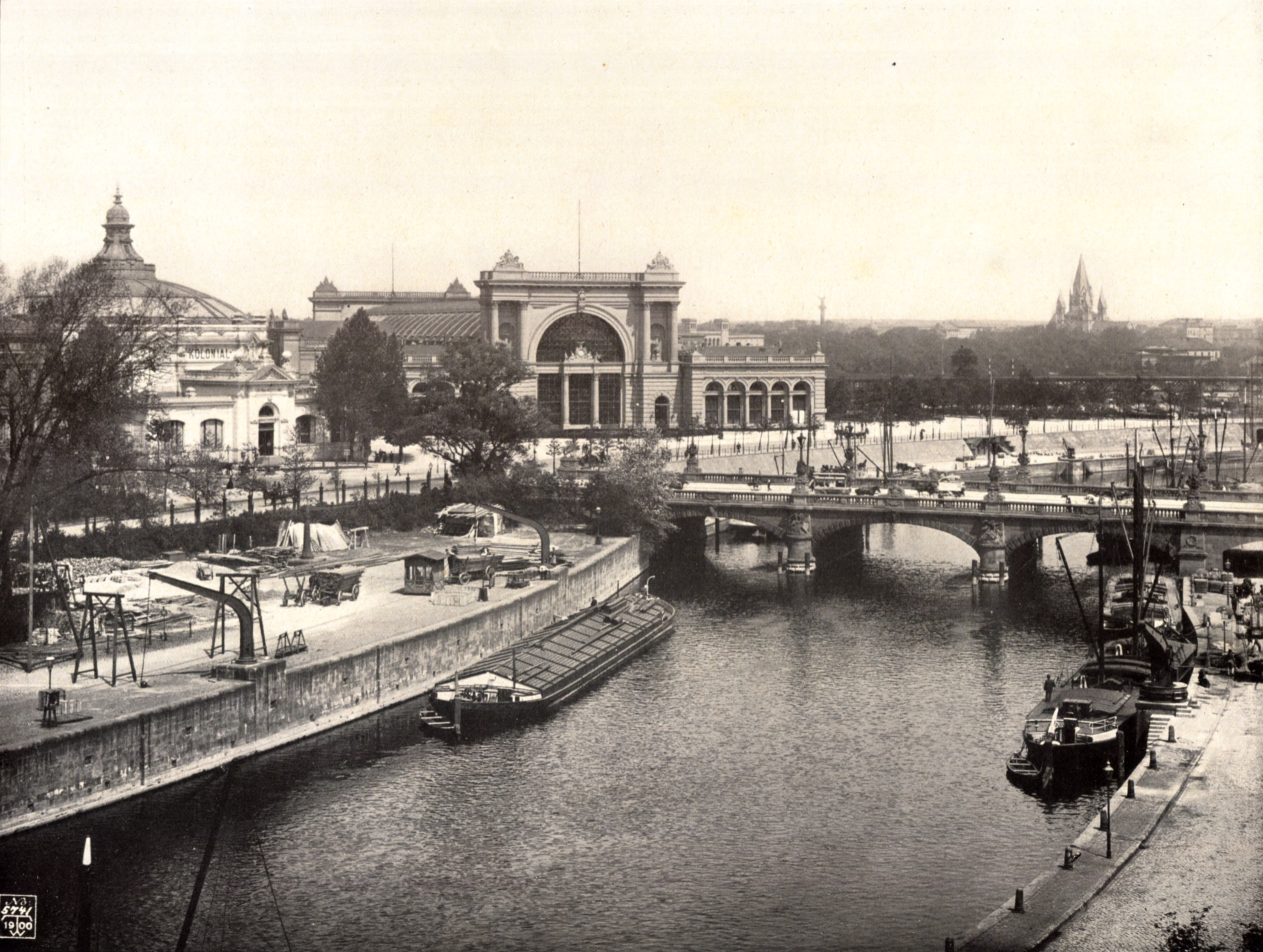
Le musée (à gauche), près de la gare de Lehrte (Berlin), en 1900.

Le Deutsches Kolonialmuseum (musée colonial allemand) était un musée situé à Berlin-Moabit entre 1899 et 1915, consacré aux colonies allemandes. 

## Histoire

### Création

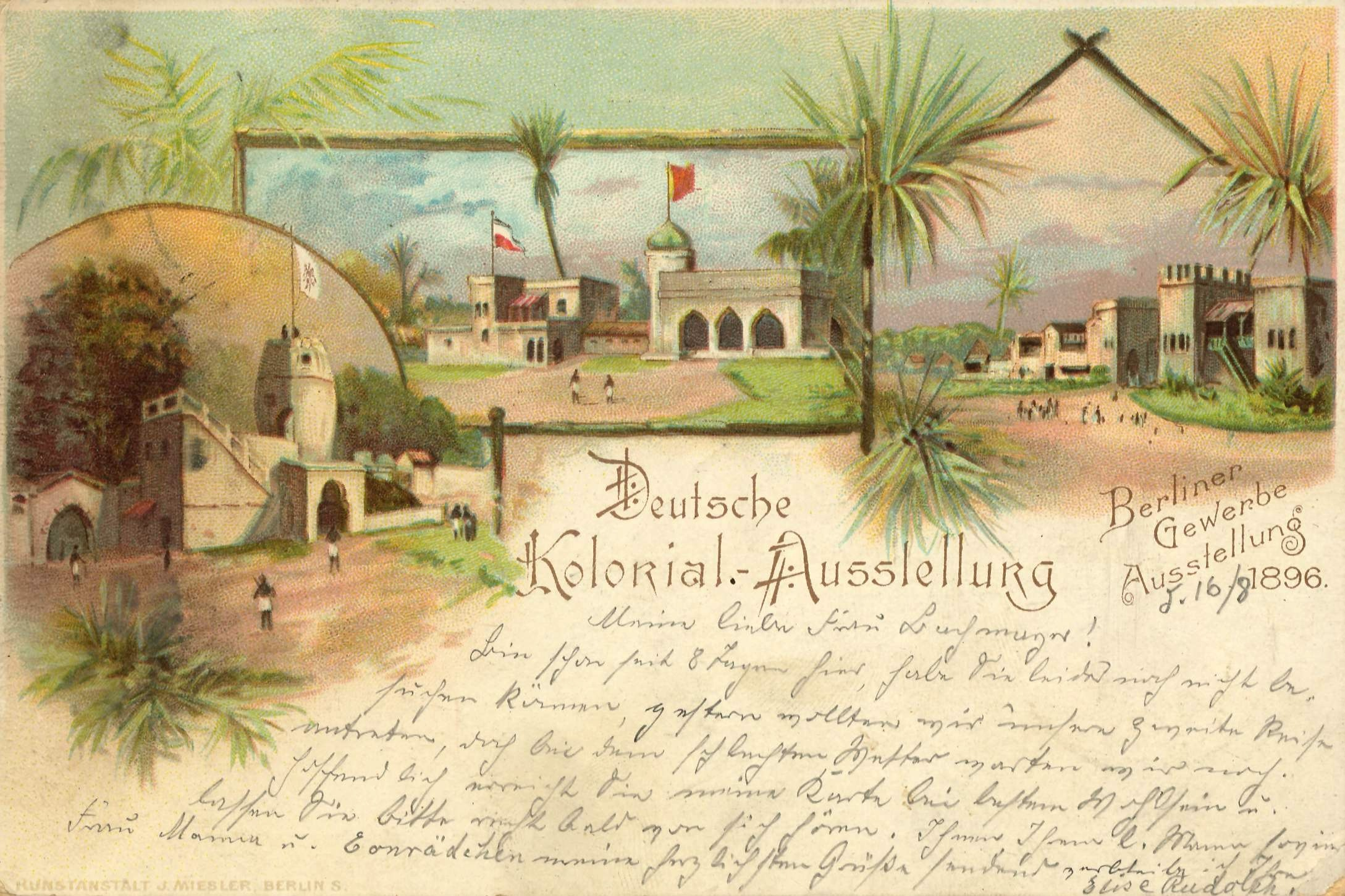
L'exposition coloniale allemande de 1896, prédécesseur du Deutsches Kolonialmuseum.

À l'automne 1896, a lieu la grande exposition industrielle de Berlin, dans laquelle est organisée une exposition sur l'Empire colonial allemand, afin d'éveiller l'intérêt du public berlinois sur le sujet. C'est un succès mais la question se pose du devenir des objets présentés. Les organisateurs décident donc de les exposer dans un musée. Dès le départ, l'objectif du musée est moins d'avoir une approche scientifique sur les colonies que de faire de la propagande, afin de favoriser l'image des colonies parmi la population. À cet effet, des technologies d'exposition modernes sont utilisées, comme la photographie, les panoramas ou encore la reproduction de scènes coloniales.
Grâce au soutien de l'homme d'affaires Adolph von Hansemann et de l'office impérial aux Colonies, l'empereur Guillaume II inaugure officiellement le musée, situé dans l'ancien Marine-Panorama (de).

### Exposition
La visite du musée colonial commençait dans une pièce où trônait un buste de Guillaume II intitulé « Dem Schirmherr uns'rer Kolonien » («  Le patron de nos colonies »). Suit ensuite la salle des importations, qui présente les produits expédiés des colonies vers le Reich (caoutchouc, cacao, bois tropical ou pierres précieuses) puis la salle des exportations, ceux qui y sont envoyés (engrais, machines ou objets médicaux). Selon les plans originaux, un entrepôt d'échantillons à l'exportation aurait dû être développé à partir de ces salles en 1920.
L'attraction principale était la reconstruction de la vallée du fleuve Rufiji (en Tanzanie actuelle), située au milieu du musée, avec un courant qui traversait des rochers. Au rez-de-chaussée se trouvait une salle de lecture, où l'on pouvait consulter la littérature coloniale et les journaux coloniaux. Dans les autres salles, les missions protestante et catholique présentaient leur travail.
Les autres départements du musée étaient consacrés à l'hygiène, la géographie, l'histoire, les statistiques et la vie coloniale, divisés en « zones protégées » individuelles. Dans la partie consacrée au Cameroun allemand, on pouvait entrer dans la réplique d'une véranda offrant un panorama allant de Douala à l'Atlantique. Dans celle sur le Togoland, des huttes traditionnelles étaient présentées, et dans celle sur le Sud-Ouest africain allemand un camp de Héréros. Kiautschou était représentée sous la forme d'une rue chinoise et d'une vue sur la baie de la ville. La Nouvelle-Guinée allemande était montrée à travers un panorama côtier, des huttes et des maisons avec des bateaux traditionnels et une activité de pêche.
Des objets individuels étaient également exposés, comme la chaise du chef de clan Hendrik Witbooi ou le drapeau du commerçant Adolf Lüderitz. En plus de ces objets historiques, des animaux en voie de disparition, des photographies ou des cartes en relief des villes de Swakopmund, Dar es Salam et Neu-Langenburg illustraient les facettes des régions coloniales.
La Deutsches Kolonialhaus exploitait un café dans le musée, où était servie de la nourriture venue des colonies.

### Difficultés financières et fermeture
En 1900, le musée, alors présidé par Hans Lothar von Schweinitz devient la propriété de la Société coloniale allemande, qui prend désormais toutes les décisions jusqu'à sa fermeture. Dès 1906, il n'est pas rentable. Les frais d'entrée ne couvrent pas entièrement les frais de fonctionnement et il est décidé que le musée colonial recevrait de l'argent des centres de promotion du musée ethnographique. Son directeur, Felix de Luschan, évoque en 1906 la possibilité de fusionner les deux musées mais le projet ne se fait pas.
En 1911, le Deutsche Kolonialzeitung rapporte que, depuis l'ouverture en 1899, 481 259 visiteurs ont visité le musée et 2 931 conférences y ont eu lieu. Le succès du musée auprès du grand public n'est cependant pas toujours clair. Il ferme finalement en 1915 pour des raisons financières. Une partie des collections (3342 objets) est vendue au musée Linden de Stuttgart en 1917. Le reste, près de 70 000 pièces, a probablement été stocké dans les archives du musée ethnologique puis exporté vers la Russie à la fin de la Seconde Guerre mondiale.

## Source
- (de) Cet article est partiellement ou en totalité issu de l’article de Wikipédia en allemand intitulé « Deutsches Kolonialmuseum » (voir la liste des auteurs).